# 螳丽蝇
螳麗蠅（学名：Calliphora augur）是一種麗蠅，原住於澳洲。牠們像幽暗麗蠅，但略為細小。其腹部中央有一片深藍色斑點。
螳麗蠅會令羊患上蠅蛆病。牠們會產下蛆，而非卵。